# Vickers range clock
Il Vickers Range Clock (cronoindicatore meccanico Vickers) fu un integratore analogico utilizzato dalla Marina britannica per il calcolo della gittata fra due navi in movimento.

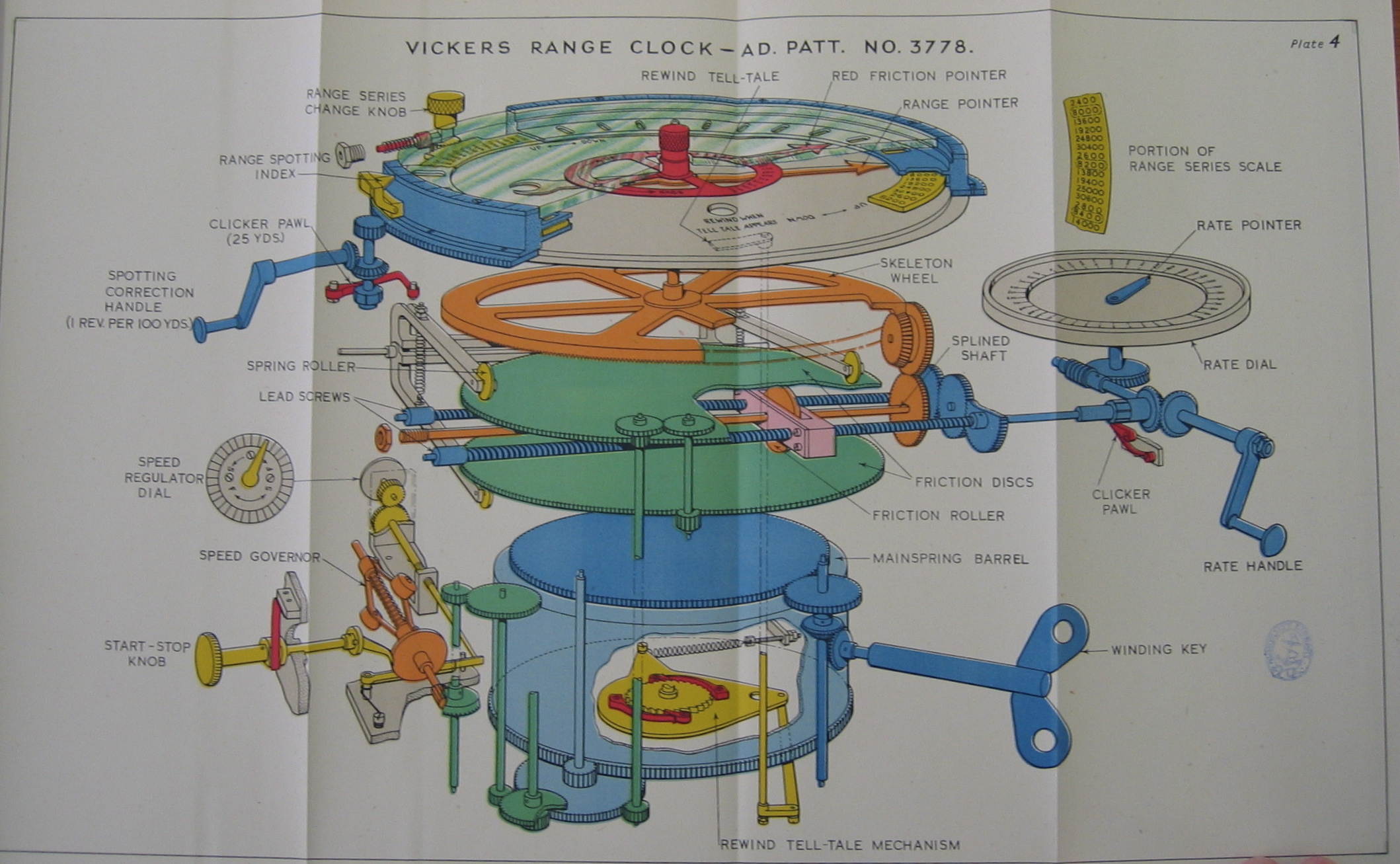
Esploso del meccanismo

Nel 1903, Percy Scott descrisse un meccanismo simile al futuro Vickers clock. Nell'aprile del 1904, la Vickers lavorò con Scott e ne ottennero il brevetto, alcuni prototipi furono utilizzati per delle prove dalla Marina nel 1905. Nel 1906, la Marina britannica ordinò 246 pezzi per installarli sulle navi da battaglia. Ne venivano installati più di uno per nave per poter seguire più bersagli.
Durante la prima guerra mondiale, le distanze a cui le navi aprivano il fuoco erano molto aumentate, come le velocità relative misurate negli ingaggi, per cui gli errori dello strumento erano ritenuti troppo grandi, per risolvere il problema venne introdotta una modifica che permetteva la regolazione della velocità di rotazione a seconda delle variazioni della distanza relativa del bersaglio, la modifica venne introdotta nella versione Mark III della Dreyer Table (un tavolo di strumenti che integrava i vari strumenti necessari per la gestione del tiro navale) che incorporava il Vickers Range Clock fin dalla sua prima versione del 1909. 
Il meccanismo consiste in un quadrante circolare con una lancetta singola, similmente ad un orologio. Sul quadrante sono segnate le gittate da 2.000 a 14.000 iarde. Un meccanismo a molla fa girare la lancetta a velocità costante, controllata da una selettore a manopola sul lato destro dello strumento. Il selettore permette di inserire il rateo di cambiamento della gittata, ottenuta da un altro strumento (tipicamente un Dumaresq o tramite una tabella tempo/gittata). Un'altra manopola è posta sul lato sinistro ed è connessa mediante una serie di ingranaggi al quadrante che, al contrario di ciò che avviene in un orologio, può ruotare. Un giro di questa manopola fa girare la scala del quadrante di 100 iarde rispetto alla lancetta. Questo permette di inserire la gittata iniziale o fare delle variazioni senza disturbare il moto della lancetta.
La gittata che si ottiene leggendo lo strumento è quella che viene trasmessa ai cannoni per il tiro e comprende ogni correzione necessaria quale il tempo di volo del proietto, il vento trasversale, ecc. piuttosto che la sola distanza tra la nave ed il bersaglio in movimento. Dal 1913 fu introdotta una seconda lancetta, di colore rosso, coassiale alla prima ma collegata con un giunto con frizione regolabile che poteva segnalare la distanza reale.
La distanza iniziale del nemico veniva stimata con l'ausilio dei telemetri ottici di bordo. Le prime salve venivano osservate (cadendo in mare alzavano alte colonne d'acqua) e a seconda se erano corte o lunghe, rispetto alla nave nemica, si correggeva la gittata di conseguenza. 
Il quadrante aveva tre scale separate che segnavano 2.000–6.000 iarde (1.800–5.500 m), 6.000–10.000 yd (5.500–9.100 m) e 10.000–14.000 yd (9.100–13.000 m) divise in segmenti da 100 iarde, con suddivisioni minori da 25 iarde. La manopola per inserire la posizione iniziale fu aggiunta nel 1908, precedentemente si ruotava direttamente il quadrante. I primi modelli avevano la scala del selettore del rateo di cambiamento della gittata sia in nodi che in secondi per 50 iarde (il tempo, in secondi, per cui la gittata cambiava di 50 iarde). Nel 109 fu cambiata in iarde/minuto che rimase lo standard per i vari strumenti in uso.
Un'importante caratteristica del calcolatore Vickers, come altri modelli che utilizzavano un disco mosso da un motore a velocità variabile, quale l'orologio elettrico utilizzato nella Dreyer Fire Control Table (tavola per il controllo del tiro di Dreyer), era che potevano calcolare gittate uniformemente variabili, cosa che si presentava nella maggior parte degli scenari di battaglia fra navi. I queste situazioni, l'operatore regolava, secondo le osservazioni, rateo di cambiamento della gittata con incrementi discreti a seconda delle osservazioni.
Nel 1916, a seguito di una visita a Taranto di alcune navi da battaglia britanniche, la Regia Marina ricevette alcuni esemplari dell'apparecchio che vennero distribuiti alle unità da battaglia, per integrarsi nel 1917, con il tavolo previsore, una versione italiana della Dreyer fire control table.

## Funzionamento
La velocità variabile era ottenuta con lo spostamento di una ruota gommata messa a contrasto fra due dischi metallici conduttori che giravano a velocità costante grazie ad un movimento ad orologeria alimentato da una molla a spirale. La ruota gommata poteva essere spostata radialmente sul disco metallico in modo da assumere diverse velocità a seconda della distanza dal centro del disco metallico (lento verso il centro, massima velocità alla circonferenza). La ruota gommata forniva poi il moto alla lancetta dello strumento. Si formavano, però, degli errori generati dallo slittamento durante lo spostamento della ruota gommata. Per limitarli si facevano gli aggiustamenti rapidamente e per segmenti discreti, assumendo che le gittate deviassero moderatamente dall'andamento iperbolico continuo. Nel 1909 furono fatte delle modifiche al motore elastico per renderlo più potente ed affidabile.
Una piccola finestrella nel corpo dello strumento permetteva di valutare la carica della molla prima che si esaurisse.